# San Diego Film Critics Society Awards 2021
I vincitori della 25ª edizione dei San Diego Film Critics Society Awards sono stati annunciati l'11 gennaio 2021. Le candidature sono state annunciate l'8 gennaio 2021.

## Premi e candidature
I vincitori sono evidenziati in grassetto, a seguire gli altri candidati in ordine alfabetico.

### Miglior film
- Una donna promettente (Promising Young Woman), regia di Emerald Fennell
- Black Bear, regia di Lawrence Michael Levine
- First Cow, regia di Kelly Reichardt
- Nomadland, regia di Chloé Zhao
- Quella notte a Miami... (One Night in Miami...), regia di Regina King
- Sound of Metal, regia di Darius Marder

### Miglior film di animazione
- Wolfwalkers - Il popolo dei lupi (Wolfwalkers), regia di Tomm Moore e Ross Stewart
- Onward - Oltre la magia (Onward), regia di Dan Scanlon
- Over the Moon - Il fantastico mondo di Lunaria (Over the Moon), regia di Glen Keane
- Soul - Quando un'anima si perde (Soul), regia di Pete Docter
- Trolls World Tour, regia di Walt Dohrn

### Miglior attrice
- Carey Mulligan - Una donna promettente (Promising Young Woman)
- Viola Davis - Ma Rainey's Black Bottom
- Vanessa Kirby - Pieces of a Woman
- Frances McDormand - Nomadland
- Aubrey Plaza - Black Bear

### Miglior attore
- Riz Ahmed - Sound of Metal
- Chadwick Boseman - Ma Rainey's Black Bottom
- Brian Dennehy - Driveways
- Anthony Hopkins - The Father - Nulla è come sembra (The Father)
- Steven Yeun - Minari

### Miglior attore non protagonista
- Paul Raci - Sound of Metal
- Sacha Baron Cohen - Il processo ai Chicago 7 (The Trial of the Chicago 7)
- Frank Langella - Il processo ai Chicago 7 (The Trial of the Chicago 7)
- Peter Macdissi - Zio Frank (Uncle Frank)
- Bill Murray - On the Rocks

### Migliore attrice non protagonista
- Yoon Yeo-jeong - Minari
- Marija Bakalova - Borat - Seguito di film cinema (Borat: Subsequent Moviefilm)
- Ellen Burstyn - Pieces of a Woman
- Olivia Cooke - Sound of Metal
- Amanda Seyfried - Mank

### Miglior artista emergente
- Radha Blank - The 40-Year-Old Version
- Riz Ahmed - Sound of Metal
- Marija Bakalova - Borat - Seguito di film cinema (Borat: Subsequent Moviefilm)
- Sidney Flanigan - Mai raramente a volte sempre (Never Rarely Sometimes Always)
- Vanessa Kirby - Pieces of a Woman

### Miglior performance comica
- Radha Blank - The 40-Year-Old Version
- Marija Bakalova - Borat - Seguito di film cinema (Borat: Subsequent Moviefilm)
- Sacha Baron Cohen - Borat - Seguito di film cinema (Borat: Subsequent Moviefilm)
- Bill Murray - On the Rocks
- Andy Samberg - Palm Springs - Vivi come se non ci fosse un domani (Palm Springs)

### Miglior cast
- Quella notte a Miami... (One Night in Miami...)
- Da 5 Bloods - Come fratelli (Da 5 Bloods)
- Palm Springs - Vivi come se non ci fosse un domani (Palm Springs)
- Il processo ai Chicago 7 (The Trial of the Chicago 7)
- Zio Frank (Uncle Frank)

### Miglior regista
- Chloé Zhao - Nomadland
- Darius Marder - Sound of Metal
- Kelly Reichardt - First Cow
- Aaron Sorkin - Il processo ai Chicago 7 (The Trial of the Chicago 7)
- Florian Zeller - The Father - Nulla è come sembra (The Father)

### Miglior fotografia
- Joshua James Richards - Nomadland
- Christopher Blauvelt - First Cow
- Erik Messerschmidt - Mank
- Hoyte van Hoytema - Tenet
- Dariusz Wolski - Notizie dal mondo (News of the World)

### Miglior documentario
- Time, regia di Garrett Bradley
- Athlete A, regia di Bonni Cohen e Jon Shenk
- Il mio amico in fondo al mare (My Octopus Teacher), regia di Pippa Ehrlich e James Reed
- Rewind, regia di Sasha Neulinger
- The Social Dilemma, regia di Jeff Orlowski

### Miglior montaggio
- Andy Canny - L'uomo invisibile (The Invisible Man)
- Alan Baumgarten - Il processo ai Chicago 7 (The Trial of the Chicago 7)
- Andrew Dickler e Matthew Friedman - Palm Springs - Vivi come se non ci fosse un domani (Palm Springs)
- Jennifer Lame - Tenet
- Matthew L. Weiss - Black Bear

### Migliori costumi
- Alexandra Byrne - Emma.
- Erin Benach - Birds of Prey e la fantasmagorica rinascita di Harley Quinn (Birds of Prey (and the Fantabulous Emancipation of One Harley Quinn))
- April Napier - First Cow
- Ann Roth - Ma Rainey's Black Bottom
- Trish Summerville - Mank

### Migliore scenografia
- Donald Graham Burt - Mank
- Nathan Crowley - Tenet
- Molly Hughes - Sto pensando di finirla qui (I'm Thinking of Ending Things)
- Kave Quinn - Emma.
- Shane Valentino - Il processo ai Chicago 7 (The Trial of the Chicago 7)

### Miglior utilizzo delle musiche
- Hamilton
- American Utopia
- Da 5 Bloods - Come fratelli (Da 5 Bloods)
- Ma Rainey's Black Bottom
- Sound of Metal

### Migliori effetti speciali
- Tenet
- Birds of Prey e la fantasmagorica rinascita di Harley Quinn (Birds of Prey (and the Fantabulous Emancipation of One Harley Quinn))
- Greyhound - Il nemico invisibile (Greyhound)
- The Midnight Sky
- Sputnik
- L'uomo invisibile (The Invisible Man)

### Migliore sceneggiatura originale
- Lee Isaac Chung - Minari
- Sofia Coppola - On the Rocks
- Emerald Fennell - Una donna promettente (Promising Young Woman)
- Darius Marder, Abraham Marder e Derek Cianfrance - Sound of Metal
- Aaron Sorkin - Il processo ai Chicago 7 (The Trial of the Chicago 7)

### Migliore sceneggiatura non originale
- Christopher Hampton e Florian Zeller - The Father - Nulla è come sembra (The Father)
- Charlie Kaufman - Sto pensando di finirla qui (I'm Thinking of Ending Things)
- Kelly Reichardt e Jonathan Raymond - First Cow
- Ruben Santiago-Hudson - Ma Rainey's Black Bottom
- Chloé Zhao - Nomadland

### Miglior film in lingua straniera
- La vita davanti a sé, regia di Edoardo Ponti
- Un altro giro (Druk), regia di Thomas Vinterberg
- Il buco (El hoyo), regia di Galder Gaztelu-Urrutia
- Martin Eden, regia di Pietro Marcello
- Sputnik, regia di Egor Abramenko